# Jihad Ahmed Jibril
Mohammed Jihad Ahmed Jibril, més conegut com a Jihad Ahmed Jibril (àrab: جهاد أحمد جبريل, Jihād Aḥmad Jibrīl) (Damasc, 1961 - Beirut, 20 de maig de 2002) va ser un polític i militar comunista palestí, líder de l'ala militar del Front Popular per a l'Alliberament de Palestina-Comandament General (FPAP-CG). Era fill d'Ahmed Jibril, fundador del FPAP-CG, i va morir assassinat presumptament a mans d'Israel.

## Vida personal
Nascut a Damasc, Síria, l'any 1961, va ser el fill gran d'Ahmed Jibril. Entre 1981 i 1983 va assistir a l'acadèmia militar líbia i es va graduar com a tinent coronel. Quan va ser assassinat estava estudiant Dret a la Universitat Libanesa. Jibril estava casat i tenia dos fills: Ahmed (nascut el 1992) i Ali (nascut el 1996).

## Activitat política i militar
Es va convertir en líder de l'ala militar del Front Popular per a l'Alliberament de Palestina-Comandament General i estava predestinat a convertir-se en l'hereu de l'organització abans de ser assassinat. També va ser membre del comitè executiu del Front Popular. Es va informar que el 1987 va participar en un atac aeri contra Israel que va matar sis soldats israelians.
El 1997 va resultar greument ferit en una explosió durant un exercici a la vall de la Bekaa. També va experimentar un intent d'assassinat l'any 2000 quan el seu cotxe va ser atacat prop d'una base del FPAP-CG al sud de Beirut.

## Mort
El 20 de maig de 2002 va morir en un atemptat amb cotxe bomba a Beirut, quan una trampa explosiva de 2 kg. de TNT va esclatar sota el seient del conductor del seu cotxe. L'explosió es va produir en un centre comercial ple de gent, al districte de Mar Elias de Beirut. La bomba va esclatar prop de les 11:45 hores del matí, quan Jibril va encendre el motor del cotxe girant la clau. Tant el seu pare com el seu entorn van culpar a Israel de l'assassinat, però les autoritats sionistes van negar les acusacions. A mitjans de juny de 2006, les forces de seguretat del Líban van arrestar un grup de suposats espies que, segons els informes, van confessar que treballaven per Israel i havien portat a terme l'atac. Així mateix un grup d'israelians, un treballador de l'Agència Central d'Intel·ligència dels Estats Units (CIA) i un agent del Servei d'Intel·ligència de Seguretat Canadenc (CSIS) van estar implicats en l'assassinat però mai van ser acusats. Alguns opositors libanesos a Hezbol·là van assenyalar que el suposat anell d'espionatge era de fabricació seva.

## Llegat
Les Brigades Jihad Jibril, la branca paramilitar del Front Popular per a l'Alliberament de Palestina-Comandament General, porta el seu nom en homenatge a la seva persona.